# Saukkojärvi (sjö i Ranua, Lappland, 66,17 N, 26,24 Ö)
Saukkojärvi är en sjö i kommunen Ranua i landskapet Lappland i Finland. Sjön ligger 189,3 meter över havet. Arean är 55 hektar och strandlinjen är 5,89 kilometer lång. Sjön  ingår i Simo älvs huvudavrinningsområde.   Den ligger omkring 42 kilometer sydöst om Rovaniemi och omkring 670 kilometer norr om Helsingfors. 
I sjön finns ön Rahasaari. 